# Тундриха (Архангельская область)
Тундриха — деревня в Коношском районе Архангельской области. Входит в состав Коношского городского поселения.

## География
Находится в юго-западной части Архангельской области на расстоянии приблизительно 12 км на юг-юго-восток по прямой от административного центра района поселка Коноша.

## История
Была показана еще на карте 1794 года. В 1859 году здесь (деревня Кадниковского уезда Вологодской губернии) было учтено 24 двора.

## Население
Численность населения: 158 человек (1859 год), 10 (русские 100 %) в 2002 году, 7 в 2010.